# Addi Bischoff

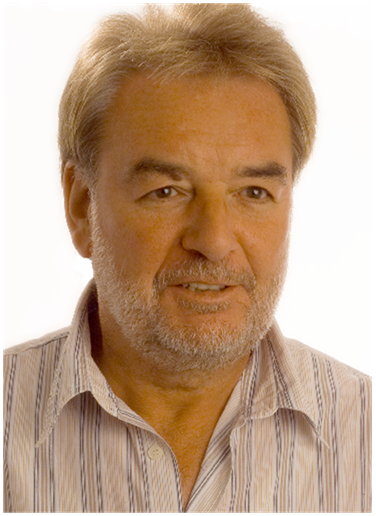
Addi Bischoff, 2009

Addi (Adolf) Bischoff (* 4. April 1955 in Werdohl) ist ein deutscher Mineraloge und seit 1997 Professor am Institut für Planetologie der Westfälischen Wilhelms-Universität in Münster.

## Studien und Lehrtätigkeit
Bischoff hat von 1975 bis 1981 Mineralogie in Münster studiert und war von 1981 bis 1985 wissenschaftlicher Mitarbeiter in der Arbeitsgruppe von Dieter Stöffler. Unterbrochen von einigen Forschungsaufenthalten in New Mexico, so am Institute of Meteoritics der University of New Mexico bei Klaus Keil, schloss er 1985 seine Promotion über chondritische Meteoriten ab.
Nach einem Forschungsaufenthalt am Max-Planck-Institut für Chemie in Mainz bei Heinrich Wänke und Herbert Palme (1985) erfolgte die Habilitation wiederum in Münster im Jahre 1989. Bischoff war danach von 1990 bis 1996 als Hochschuldozent (C2) am Institut für Planetologie der Universität Münster beschäftigt. Nach einer freiberuflichen Tätigkeit als Sachverständiger (1996–1997) wurde er nach erneuter Einstellung 1997 zum außerplanmäßigen Professor in Münster ernannt.

## Tätigkeit in der Planetologie
Auf dem Gebiet der Planetologie, insbesondere durch seine Forschungsarbeiten von auf der Erde gefundenen Meteoriten, ist Bischoff weltweit Anerkennung zuteilgeworden. Bischoff untersuchte an Meteoriten die Entstehungsprozesse der ersten festen Bestandteile des Sonnensystems und die unterschiedlichen Auswirkungen von Kollisionen in unserem Sonnensystem.
Meteorite sind Bruchstücke ferner Himmelskörper, die durch Einschlagsvorgänge von ihren Mutterkörpern gelöst werden. Zu den Meteoritenmutterkörpern zählen auch Mond und Mars. Bei Einschlägen herausgeschleudertes Gestein kann als Mars- und Mondmeteorite auf der Erde gefunden und untersucht werden. Bischoff bezeichnet diese Meteorite scherzhaft als Raumsonden des kleinen Mannes, die auch ohne Raumfahrt zu diesen Himmelskörpern die Erforschung ihrer Zusammensetzung und Entstehung ermöglichen.
Anhand von Studien an meteoritischen Brekzien hat Bischoff die Bildungs- und Entwicklungsprozesse von kleineren Planetoiden im Sonnensystem untersucht.

## Auszeichnungen und Ehrungen
- 1989: Victor-Moritz-Goldschmidt-Preis der Deutschen Mineralogischen Gesellschaft
- 1993: Albert Maucher-Preis für Geowissenschaften der Deutschen Forschungsgemeinschaft (DFG)
- 1998: Ernennung zum Fellow der Meteoritical Society
- 2006: Die Internationale Astronomische Union benannte den Asteroiden 6757 (Addibischoff) nach ihm.[1]
- 2015: Das neu entdeckte Mineral „Addibischoffit“ wird nach ihm benannt.[2]

## Veröffentlichungen
- mit K. Keil (1984): Al-rich objects in ordinary chondrites. Related origin of carbonaceous and ordinary chondrites and their constituents. In: Geochimica et Cosmochimica Acta (Geochim. Cosmochim. Acta) 48, Issue 4, ISSN 0016-7037, S. 693–709, doi:10.1016/0016-7037(84)90096-6.
- mit K. Metzler, D. Stöffler (1992): Accretionary dust mantles in CM-chondrites. Evidence for nebula processes.  In: Geochimica et Cosmochimica Acta (Geochim. Cosmochim. Acta) 56, Issue 7, ISSN 0016-7037, S. 2873–2897, doi:10.1016/0016-7037(92)90365-P.
- mit E. R. D. Scott, K. Metzler, C. A. Goodrich (2006): Nature and Origins of meteoritic breccias. In: D. S. Lauretta and H. Y. McSween Jr. (Hrsg.): Meteorites and the Early Solar System II. University of Arizona Press, Tucson AZ, ISBN 978-0-8165-2562-1, S. 679–712.
- mit C. M. O'D. Alexander, J.-A. Barrat, C. Burkhardt, H. Busemann, D. Degering, T. Di Rocco, M. Fischer, T. Fockenberg, D. I. Foustoukos, J. Gattacceca, J. R. A. Godinho, D. Harries, D. Heinlein, J. L. Hellmann, N. Hertkorn, A. Holm, A. J. T. Jull, I. Kerraouch, A. J. King, T. Kleine, D. Koll, J. Lachner, T. Ludwig, S. Merchel, C. A. K. Mertens, P. Morino, W. Neumann, A. Pack, M. Patzek, S. Pavetich, M. P. Reitze, M. Rüfenacht, G. Rugel, C. Schmidt, P. Schmitt-Kopplin, M. Schönbächler, M. Trieloff, A. Wallner, K. Wimmer & E. Wölfer (2021): The old, unique C1 chondrite Flensburg – Insight into the first processes of aqueous alteration, brecciation, and the diversity of water-bearing parent bodies and lithologies. In: Geochimica et Cosmochimica Acta, Vol. 293, 15. Januar 2021, S. 142–186.
- mit M. Patzek, J.-A. Barrat, J. Berndt, H. Busemann, D. Degering, T. Di Rocco, M. Ek, D. Harries, J. R. A. Godinho, D. Heinlein, A. Kriele, D. Krietsch, C. Maden, O. Marchhart, R. M. Marshal, M. Martschini, S. Merchel, A. Möller, A. Pack, H. Raab, M. P. Reitze, I. Rendtel, M. Rüfenacht, O. Sachs, M. Schönbächler, A. Schuppisser, I. Weber, A. Wieser & K. Wimmer (2024): Cosmic pears from the Havelland (Germany): Ribbeck, the twelfth recorded aubrite fall in history, Meteoritics & Planetary Science 59, Nr. 10, 2660-2694, doi:10.1111/maps.14245